# Kōichi Tanaka
Kōichi Tanaka (japonès: 田中 耕一, Tanaka Kōichi) (Toyama, Japó 1959) és un químic japonès guardonat amb el Premi Nobel de Química l'any 2002.
Va néixer el 3 d'agost de 1959 a la ciutat de Toyama, situada a l'illa de Honshu. Va estudiar química a la Universitat de Tohoku, on es va graduar el 1983. A l'abril d'aquell any fou assignat al Laboratori d'Investigació Central de Shimadzu Corporation, situada a Kioto, i d'on actualment és director del Departament d'Investigacions.

## Recerca científica
Tanaka va adquirir notorietat l'any 1987, al presentar en un simposi un nou mètode d'anàlisi química desenvolupat per ell i anomenat "Soft Laser Disorption", pel qual les molècules d'una proteïna són carregades elèctricament amb làser per deixar-les volar lliurement i poder-se així analitzar. D'aquesta forma també és possible analitzar macromolècules biològiques en un espectròmetre de masses.
L'any 2002 fou guardonat, juntament amb John Fenn, amb la meitat del Premi Nobel de Química, mentre que l'altra meitat del premi fou pel químic suís Kurt Wüthrich. Els tres químics foren guardonats pel desenvolupament de mètodes d'identificació i d'anàlisi estructural de macromolècules biològiques, si bé els dos primers especialment foren guardonats pel desenvolupament de mètodes suaus de desorció iònica per a les anàlisis espectromètriques totals de macromolècules biològiques, i el tercer pel desenvolupament de l'espectroscòpia de ressonància magnètica nuclear per a determinar l'estructura tridimensional de macromolècules biològiques en una solució.